# Susan Collins
Susan Margaret Collins (født 7. december 1952) er en amerikansk politiker. Hun er en senator og repræsenterer Maine og Det republikanske parti.